# Angela All Time Best 2003-2009
『angela All Time Best 2003-2009』は、angelaの3枚目のベスト・アルバム。2018年10月24日にKING AMUSEMENT CREATIVEから発売された。

## 概要
- 前回ベスト・アルバム「宝箱2 -TREASURE BOX II-」から4年ぶりのリリース。
- 「angela All Time Best 2010-2017」と同時発売。どちらもCD2枚組である。
- 15周年にちなみ、DISC1、DISC2ともに15曲で統一されている。
- 楽曲はangela本人が中心となって1曲1曲選ばれた[1]。
- 初回製造分のみ、封入特典
スペシャルブックレット2003-2009
DIYジャケット用ステッカー
DIYジャケット用ケース
が付属している。
- デビュー15周年を記念し「angela×TOWER RECORDS」スペシャルコラボキャンペーンが開催された[2]。

## 収録曲
【DISC1】
| 全作詞: atsuko、全作曲: atsuko・KATSU、全編曲: KATSU。 |                            |        |               |      |
| #                                                      | タイトル                   | 作詞   | 作曲・編曲    | 時間 |
| 1.                                                     | 「明日へのbrilliant road」 | atsuko | atsuko・KATSU | 5:00 |
| 2.                                                     | 「綺麗な夜空」             | atsuko | atsuko・KATSU | 4:10 |
| 3.                                                     | 「The end of the world」   | atsuko | atsuko・KATSU | 4:50 |
| 4.                                                     | 「over the limits」        | atsuko | atsuko・KATSU | 4:52 |
| 5.                                                     | 「幸せの温度」             | atsuko | atsuko・KATSU | 3:42 |
| 6.                                                     | 「How many?」              | atsuko | atsuko・KATSU | 3:50 |
| 7.                                                     | 「merry-go-round」         | atsuko | atsuko・KATSU | 4:03 |
| 8.                                                     | 「butterfly」              | atsuko | atsuko・KATSU | 4:09 |
| 9.                                                     | 「Stay With Me」           | atsuko | atsuko・KATSU | 3:59 |
| 10.                                                    | 「笑顔でバイバイ」         | atsuko | atsuko・KATSU | 4:12 |
| 11.                                                    | 「fly me to the sky」      | atsuko | atsuko・KATSU | 4:23 |
| 12.                                                    | 「in your arms」           | atsuko | atsuko・KATSU | 4:19 |
| 13.                                                    | 「Shangri-La」             | atsuko | atsuko・KATSU | 4:43 |
| 14.                                                    | 「Separation」             | atsuko | atsuko・KATSU | 4:50 |
| 15.                                                    | 「cheers!」                | atsuko | atsuko・KATSU | 5:14 |
| 合計時間:                                              | 合計時間:                  | 66:16  |               |      |

【DISC2】
| 全作詞: atsuko、全作曲: atsuko・KATSU、全編曲: KATSU。 |                        |        |               |      |
| #                                                      | タイトル               | 作詞   | 作曲・編曲    | 時間 |
| 1.                                                     | 「未来とゆう名の答え」 | atsuko | atsuko・KATSU | 4:39 |
| 2.                                                     | 「DEAD SET」           | atsuko | atsuko・KATSU | 4:48 |
| 3.                                                     | 「peace of mind」      | atsuko | atsuko・KATSU | 6:02 |
| 4.                                                     | 「果て無きモノローグ」 | atsuko | atsuko・KATSU | 5:06 |
| 5.                                                     | 「人生遊戯」           | atsuko | atsuko・KATSU | 3:56 |
| 6.                                                     | 「gravitation」        | atsuko | atsuko・KATSU | 4:53 |
| 7.                                                     | 「恋のfirst run」      | atsuko | atsuko・KATSU | 4:14 |
| 8.                                                     | 「beautiful fighter」  | atsuko | atsuko・KATSU | 4:11 |
| 9.                                                     | 「約束」               | atsuko | atsuko・KATSU | 5:52 |
| 10.                                                    | 「Spiral」             | atsuko | atsuko・KATSU | 4:38 |
| 11.                                                    | 「Link」               | atsuko | atsuko・KATSU | 4:51 |
| 12.                                                    | 「光、探せなくとも」   | atsuko | atsuko・KATSU | 4:30 |
| 13.                                                    | 「此処に居るよ」       | atsuko | atsuko・KATSU | 4:58 |
| 14.                                                    | 「オルタナティヴ」     | atsuko | atsuko・KATSU | 4:48 |
| 15.                                                    | 「memories」           | atsuko | atsuko・KATSU | 3:56 |
| 合計時間:                                              | 合計時間:              | 71:22  |               |      |

## 楽曲解説
【DISC1】
1. 明日へのbrilliant road
アニメ『宇宙のステルヴィア』主題歌
  - 1stシングル。
2. 綺麗な夜空
アニメ『宇宙のステルヴィア』エンディング
  - 1stシングルカップリング。
3. The end of the world
アニメ『宇宙のステルヴィア』エンディング
  - 2ndシングル。
4. over the limits

  - 1stアルバム「ソラノコエ」収録。
5. 幸せの温度

  - 1stアルバム「ソラノコエ」収録。
6. How many?
ラジオ『angelaのsparking!talking!show!』オープニング
  - 1stアルバム「ソラノコエ」収録。
7. merry-go-round
テレビ番組『開運!なんでも鑑定団』エンディング
  - 3rdシングル。インディーズ時代から存在した楽曲である。
8. butterfly
ラジオ『長澤奈央とangelaのオラ・ラジ〜オ!』テーマソング
  - 3rdシングルカップリング。インディーズ時代から存在した楽曲である。
9. Stay With Me
アニメ『さいころボット コンボック』オープニング
10. 笑顔でバイバイ
アニメ『さいころボット コンボック』エンディング
11. fly me to the sky
アニメ『蒼穹のファフナー』イメージソング
  - 4thシングル。最初のファフナーソング。
12. in your arms
ドラマ『ヴァンパイアホスト』オープニング
  - 5thシングル。
13. Shangri-La
アニメ『蒼穹のファフナー』オープニング
  - 6thシングル。
14. Separation
アニメ『蒼穹のファフナー』オープニング
  - 6thシングルカップリング。オリジナル・アルバムへの収録は初。
15. Cheers!

  - 2ndアルバム「I/O」収録曲。

【DISC2】
1. 未来とゆう名の答え
アニメ『ジンキ・エクステンド』エンディング
  - 7thシングル。
2. DEAD SET
アニメ『蒼穹のファフナー RIGHT OF LEFT』イメージソング
  - 8thシングル。
3. peace of mind
アニメ『蒼穹のファフナー RIGHT OF LEFT』主題歌
  - 10thシングル。
4. 果て無きモノローグ
『蒼穹のファフナー RIGHT OF LEFT』挿入歌
  - 3rdアルバム「PRHYTHM」収録。
5. 人生遊戯
ドラマ『ライオン丸G』エンディング
  - トリビュート・アルバム「新宿狂詩曲」収録。
6. gravitation
アニメ『ヒロイック・エイジ』オープニングテーマ
  - 11thシングル。
7. 恋のfirst run
ゲーム『ファントムクラッシュ』挿入歌セルフカバー
  - インディーズ時代の楽曲のセルフカバー。
8. Beautiful fighter
アニメ『屍姫 赫』『屍姫 玄』主題歌
  - 12thシングル。
9. 約束
アニメ『蒼穹のファフナー』トリビュートソング
  - 13thシングル。
10. Spiral
アニメ『アスラクライン』オープニング
  - 14thシングル。
11. Link
アニメ『アスラクライン』エンディング
  - 14thシングルカップリング。
12. 光、探せなくとも
アニメ『屍姫 玄』 第16話-第25話 エンディングテーマ
  - 4thアルバム「Land Ho!」収録
13. 此処に居るよ

  - インディーズ時代の楽曲のセルフカバー。
14. オルタナティヴ
アニメ『アスラクライン2』オープニング
  - 15thシングル。
15. memories
アニメ「神八剣伝」オープニング
  - angelaの名義が「ANGELA」だった頃に発売された、最初で最後のシングル。
  - キングレコードのCDに収録されるのは初。